# Celîlê Celîl
Celîlê Celîl, född 26 november 1936 i Jerevan, Transkaukasiska SFSR, Sovjetunionen, är en kurdisk historiker och författare. 
Han föddes i Armenien där han också studerade historia vid universitetet i hemstaden Jerevan. Senare studerade han vid institutionen för orientaliska studier vid universitetet i Leningrad. Han skrev sin avhandling om de kurdiska upproren under 1900-talet och tog doktorsexamen år 1963. 
Tillsammans med sin bror Ordîxanê Celîl samlade han in yazidiernas religiösa poesi och kurdiska legender och sagor. Efter Sovjetunionens kollaps flyttade han till Österrike och undervisade vid universitetet i Wien. Han arbetar nu vid vetenskapsakademien i Wien.